# Abraham (film)
Abraham (wł. Abramo) – film religijny w koprodukcji czesko-francusko-niemiecko-amerykańsko-włoskiej na podstawie biblijnej Księgi Rodzaju, opowiadający o losach patriarchy Abrahama. Film wyreżyserował w 1993 Joseph Sargent. Autorem scenariusza był Robert McKee. Muzykę do obrazu skomponowali Marco Frisina i Ennio Morricone.
Film został pierwszy raz zaprezentowany jako dwuodcinkowy serial telewizyjny przez włoską telewizję Raiuno 12 i 13 grudnia 1993. Obraz jest pierwszą częścią z serii filmowej przedstawiającej postacie biblijne, wydawanej stopniowo na płytach DVD przez włoskie wydawnictwo San Paolo również w innych krajach.
Różne telewizje i domy wydawnicze, zajmujące się dystrybucją filmu na płytach DVD w wielu krajach świata, nadawały mu różne tytuły: Biblia: Abraham, Kolekcja biblijna: Abraham czy Historie biblijne: Abraham.

## Fabuła
Na Boże wezwanie Abraham (Richard Harris) wraz ze swoją niepłodną żoną Sarą (Barbara Hershey) i całą rodziną opuszczają Mezopotamię i udają się przez pustynię w poszukiwaniu Ziemi Obiecanej. W czasie wędrówki dochodzi do konfliktów pomiędzy pasterzami Abrahama i pasterzami Lota (Andrea Prodan). Podzielone plemię wyrusza w różne strony. Abraham trafia m.in. do Egiptu, gdzie oszukuje faraona (Maximilian Schell), przedstawiając mu Sarę jako własną siostrę. W końcu Sara zachęca męża, by z niewolnicą Hagar (Carolina Rosi) dopełnił małżeńskiej powinności. Tak przychodzi na świat Izmael. W jakiś czas potem również Sara staje się brzemienną. Po urodzeniu Izaaka Abraham zostaje wystawiony przez Boga na próbę. Ma złożyć w ofierze swego umiłowanego syna Izaaka, dziedzica Bożych obietnic.

## Nagrody
Film był nominowany w 1994 do Nagrody Emmy w kategoriach: projekt kostiumów, stylizacja włosów i makijaż. Był też nominowany do Nagrody Cable ACE.

## Obsada
- Richard Harris jako Abraham
- Barbara Hershey jako Sara
- Maximilian Schell jako faraon
- Vittorio Gassman jako Terach
- Carolina Rosi jako Hagar
- Andrea Prodan jako Lot
- Gottfried John jako Eliezer
- Kevin McNally jako Nachor
- Simona Ferraro Chartoff jako żona Lota
- Tom Radcliffe jako Serug
- Jude Alderson jako Mika
- Evelina Meghangi jako Reu
- Mattia Sbragia jako Mamre